# Gianni Infantino
Giovanni Vincenzo Infantino (phát âm tiếng Ý: [dʒoˈvanni vinˈtʃɛntso iɱfanˈtiːno]; sinh 23 tháng 3 năm 1970), thường được biết tới với tên Gianni Infantino là nhà quản lý bóng đá người Thụy Sĩ-Ý, hiện đang là chủ tịch FIFA. Ông cũng từng là Tổng thư ký UEFA từ 2009-2016 và giữ cả hai quốc tịch Thụy Sĩ và Ý.
Ngày 26 tháng 10 năm 2015, Infantino nhận được sự ủng hộ của Ủy ban chấp hành UEFA ra tranh cử chủ tịch FIFA. Cùng ngày, ông xác nhận và đưa ra lời vận động tranh cử.
Ngày 26 tháng 2 năm 2016, Infantino được bầu làm chủ tịch mới của FIFA trong Đại hội bất thường FIFA 2016 ở Zürich, Thụy Sĩ thay thế người tiền nhiệm Sepp Blatter đã phải từ chức do có dính líu đến các vụ tham nhũng và rửa tiền.

## Tiểu sử
Gianni Infantino sinh ngày 23 tháng 3 năm 1970 tại Brig, Thụy Sĩ. Ông là người gốc Ý đến từ Calabria và Lombardy. Ông học luật tại Đại học Fribourg (Thụy Sĩ) có thể nói được tiếng Ý, Pháp, Đức, Anh, và Tây Ban Nha. Trước khi gia nhập UEFA, Gianni Infantino là Tổng thư ký của Trung tâm nghiên cứu thể thao quốc tế (CIES) ở trường Đại học Neuchâtel, đã từng là cố vấn cho một loạt các cơ quan bóng đá tại Ý, Tây Ban Nha và Thụy Sĩ Ông đã kết hôn và có năm người con.

## Sự nghiệp
Infantino đã làm việc với tư cách là Tổng Thư ký của Trung tâm Nghiên cứu Thể thao Quốc tế (CIES) tại Đại học Neuchâtel.

### UEFA
Infantino bắt đầu làm việc với UEFA vào tháng 8 năm 2000 và được bổ nhiệm làm Giám đốc của Phòng Quyền lợi Pháp lý và Chứng nhận Câu lạc bộ của UEFA vào tháng 1 năm 2004. Ông trở thành Phó Tổng Thư ký UEFA vào năm 2007 và Tổng Thư ký UEFA vào tháng 10 năm 2009. Trong thời gian làm việc tại đây, UEFA giới thiệu Nguyên tắc Tài chính Công bằng và cải thiện hỗ trợ thương mại cho các hiệp hội quốc gia nhỏ.
Ông giám sát quá trình mở rộng UEFA Euro 2016 lên 24 đội và đóng vai trò quan trọng trong việc hình thành UEFA Nations Leaguevà UEFA Euro 2020, dự kiến sẽ diễn ra tại 13 quốc gia châu Âu trước khi số lượng này được giảm xuống còn 11.
Năm 2015, chính phủ Hy Lạp quyết định ban hành một luật thể thao mới để đáp ứng với vụ bê bối gần đây và các hành động bạo lực và tham nhũng chủ yếu trong bóng đá Hy Lạp. Gianni Infantino, với tư cách là Tổng Thư ký UEFA, đã dẫn đầu các cuộc đàm phán với chính phủ Hy Lạp và ủng hộ cảnh báo của Liên đoàn Bóng đá Hy Lạp rằng nước này đối mặt với nguy cơ bị treo giò khỏi bóng đá quốc tế do sự can thiệp của chính phủ.

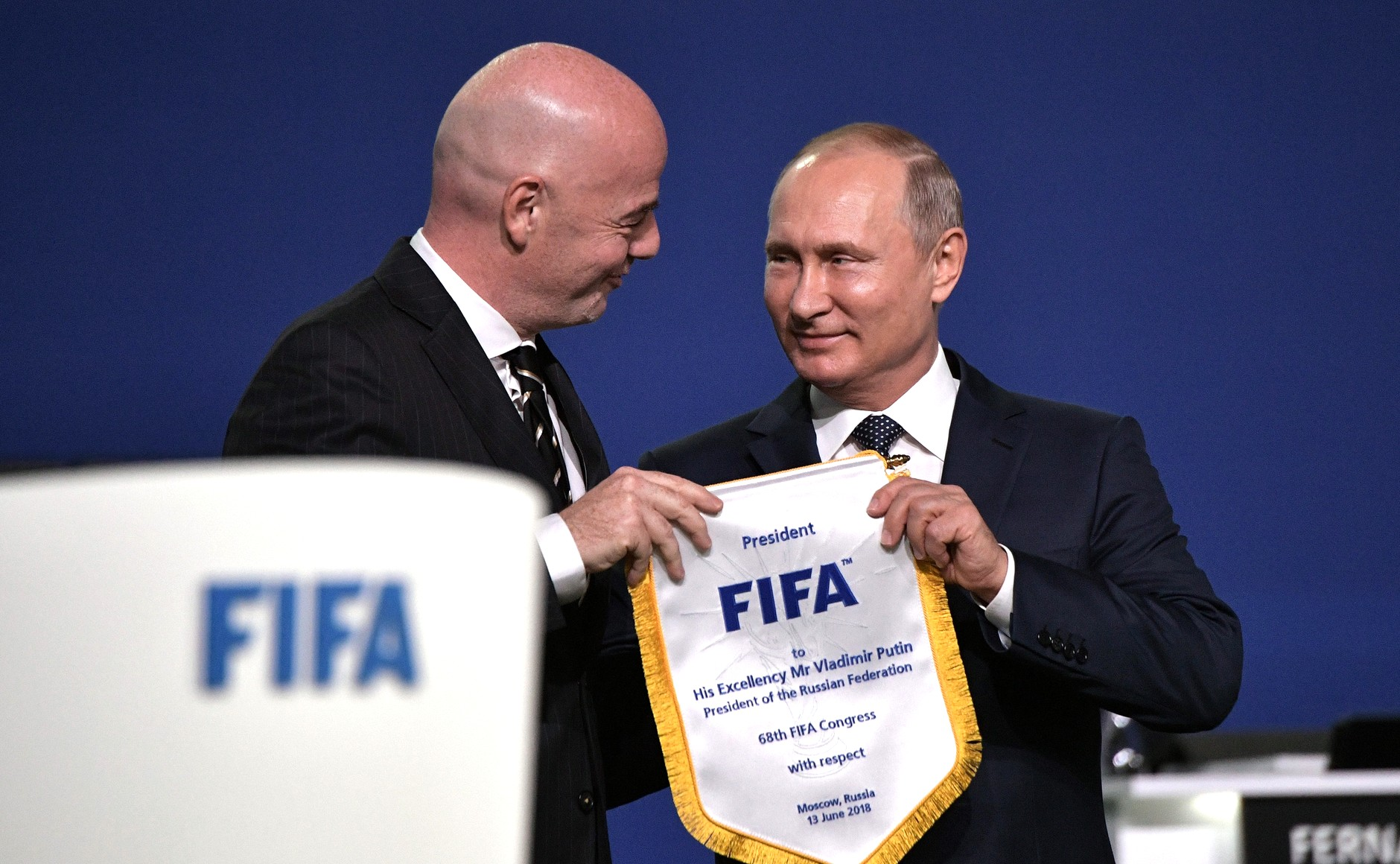
Infantino with Russian President Vladimir Putin at the 68th FIFA Congress, 13 June 2018

### FIFA
Infantino là một thành viên của Ủy ban Cải cách của FIFA. Ngày 26 tháng 10 năm 2015, ông nhận được sự ủng hộ từ Ban Thực hiện UEFA để đứng cử vào vị trí Chủ tịch tại Đại hội Phi thường FIFA 2016. Cùng ngày đó, ông xác nhận sự đề cử của mình và nộp đơn bảo đảm sự hỗ trợ cần thiết. Ông hứa sẽ mở rộng World Cup FIFA lên 40 đội.

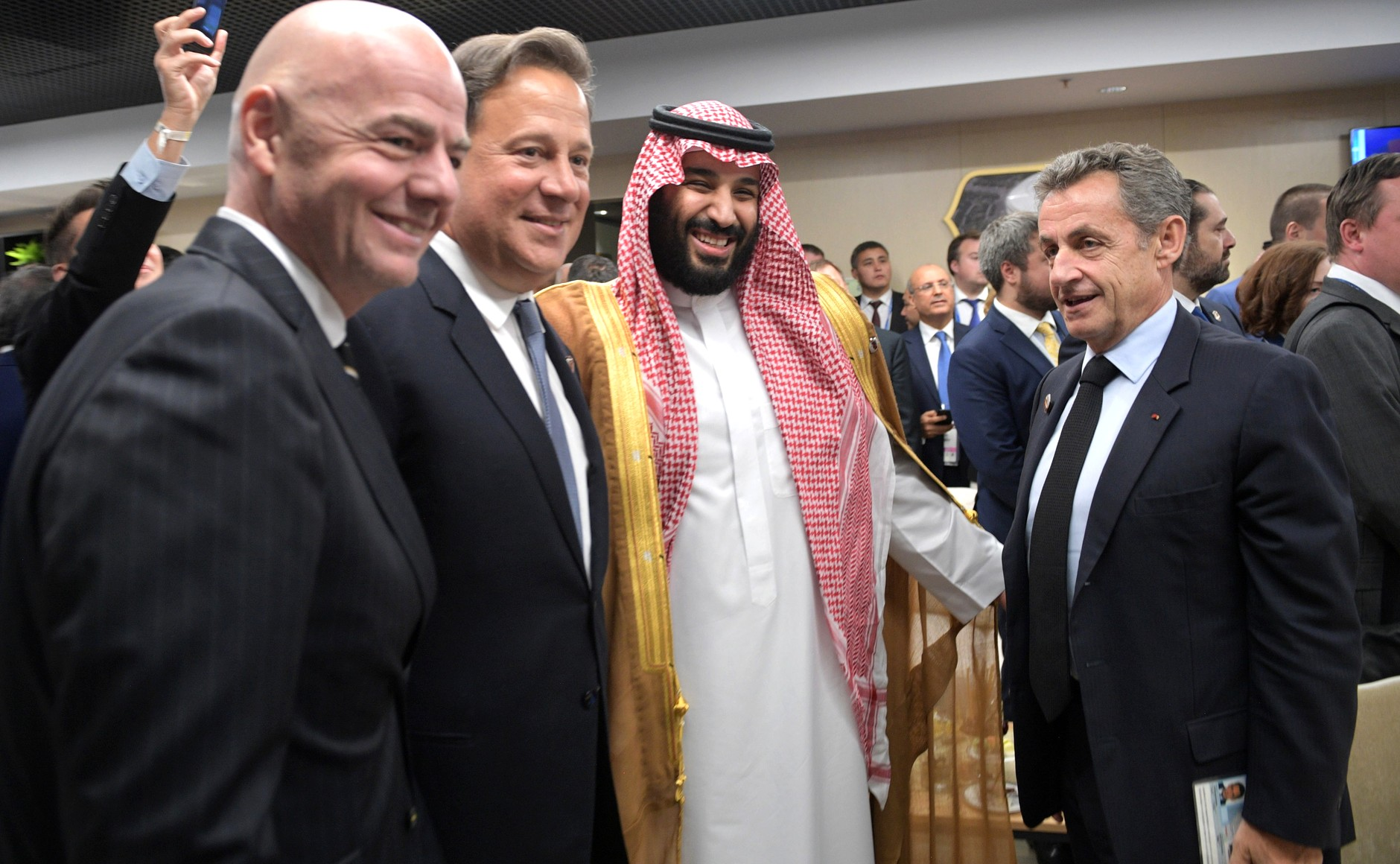
Infantino with Juan Carlos Varela, Mohammad bin Salman and Nicolas Sarkozy at the FIFA World Cup in Russia, 14 June 2018

Ngày 26 tháng 2 năm 2016, ông được bầu làm Chủ tịch FIFA trong thời kỳ ba năm. Infantino, người sở hữu quốc tịch Thụy Sĩ và Ý thông qua bố mẹ, trở thành người Ý đầu tiên giữ Chủ tịch FIFA.
Năm 2017, Infantino lên tiếng phê phán lệnh cấm du lịch của Hoa Kỳ đối với một số quốc gia có đa số dân theo đạo Hồi. Ông nói: "Khi đến với các giải đấu của FIFA, mọi đội, bao gồm cả cổ động viên và các quan chức của đội đó, nếu đủ điều kiện tham gia World Cup, cần có quyền truy cập vào quốc gia, nếu không sẽ không có World Cup. Điều đó là rõ ràng."
Năm 2019, Infantino chấp nhận Huân chương Tình bạn được trao tặng bởi Vladimir Putin, sau World Cup 2018.

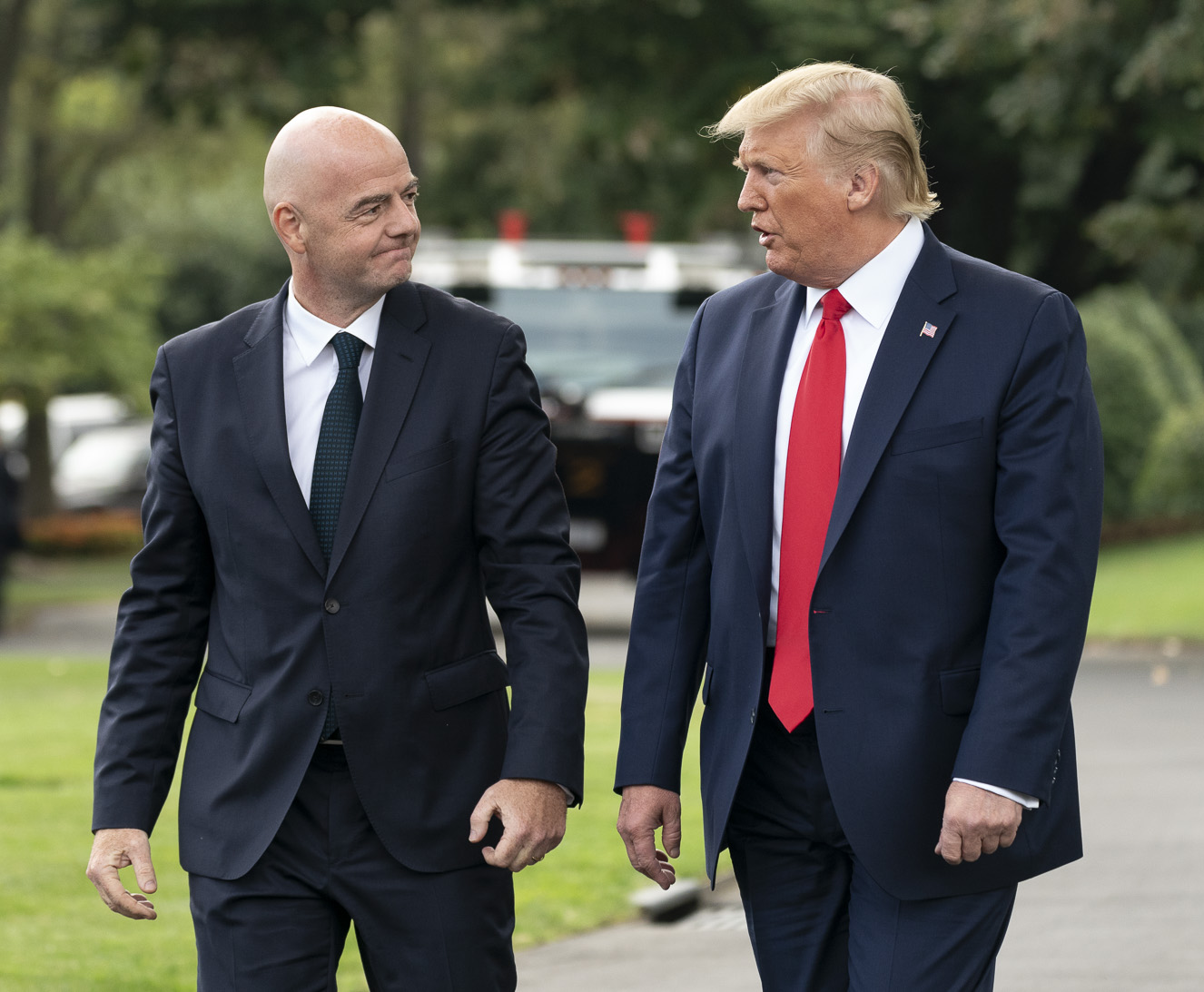
Infantino with US President Donald Trump in 2019

### Quyền của phụ nữ
Tại Iran, sau cuộc cách mạng Hồi giáo năm 1979, phụ nữ đã bị cấm vào sân vận động khi các đội nam thi đấu. Infantino đã cảnh báo Liên đoàn bóng đá Iran và các cơ quan chính quyền Cộng hòa Hồi giáo Iran về quyền lợi của phụ nữ Iran nhiều lần. Ngày 8 tháng 9 năm 2019, Sahar Khodayari tự thiêu sau khi bị bắt giữ vì cố gắng vào sân vận động.
"Chúng tôi có lập trường rõ ràng và kiên quyết. Phụ nữ phải được phép vào các sân vận động bóng đá ở Iran. Bây giờ là thời điểm để thay đổi điều này." - Infantino, tháng 9 năm 2019
Sau sự cố đó, FIFA cam kết với phụ nữ Iran rằng họ sẽ được vào sân từ tháng 10 năm 2019. Ngày 10 tháng 10 năm 2019, hơn 3.500 phụ nữ đã tham dự trận đấu vòng loại World Cup giữa Iran và Campuchia tại Sân vận động Azadi.

### 2022 World Cup ở Qatar
Với việc tổ chức World Cup tại Qatar, vấn đề về quyền lợi của công nhân di cư đã thu hút sự chú ý. Qatar đã bị buộc tội về việc không thanh toán lương, áp đặt giờ làm việc quá mức, tuyển dụng bất hợp pháp và cái chết của những công nhân đã giúp xây dựng các sân vận động ở Qatar. Khi được đặt câu hỏi về những lạm dụng mà công nhân di cư phải đối mặt trong quá trình chuẩn bị cho World Cup FIFA 2022 tại Qatar, Infantino cho biết công nhân di cư đã được cung cấp công việc và lương và tự hào vì đóng góp vào việc xây dựng các sân vận động. Giải đấu đã bị tổ chức nhân quyền Amnesty International lên án, cáo buộc rằng công nhân đã phải làm việc bắt buộc. Ngày 19 tháng 11 năm 2022, do sự phản đối về cách đối xử với công nhân di cư trong quá trình xây dựng các sân vận động cho World Cup FIFA 2022, ông tuyên bố rằng ông cảm thấy như một người Qatar, người Ả Rập, người châu Phi, người đồng tính, người khuyết tật và như một công nhân di cư. Vào ngày 19 tháng 11 năm 2022, ngay trước khi World Cup bắt đầu, Infantino tố cáo các nước phương Tây "đạo đức giả" khi chỉ trích Qatar trên cơ sở đạo đức. Ông nói với các phóng viên trong một bài diễn thuyết kéo dài một giờ, "Những gì chúng ta châu Âu đã làm trong suốt 3.000 năm qua, chúng ta nên xin lỗi trong 3.000 năm tới trước khi bắt đầu truyền đạt bài học đạo đức."  Infantino cũng sử dụng bài diễn thuyết để buộc tội các công ty phương Tây hoạt động tại Qatar về sự đạo đức giả khi họ kiếm lợi nhuận mà không thảo luận với chính quyền Qatar về quyền lợi của công nhân di cư. HLV đội tuyển quốc gia Na Uy Ståle Solbakken phản đối phát ngôn của Infantino bằng cách nói rằng Infantino không đủ tư cách để giảng dạy về đạo đức và luân lý cho bất kỳ ai, và rằng Infantino không phải là một nhà lãnh đạo thể thao xuất sắc cũng như một nhà lịch sử vĩ đại.

### 2034 World Cup ở Ả rập xê út
Vào ngày 31 tháng 10 năm 2023, Chủ tịch FIFA Gianni Infantino thông báo rằng Saudi Arabia sẽ là nước chủ nhà của World Cup 2034. FIFA hạn chế khả năng chủ nhà chỉ trong khu vực châu Á hoặc Đại Dương sau khi quyết định tổ chức World Cup 2030 trên ba lục địa (Châu Phi, Châu Âu và Nam Mỹ). Điều này đã mở đường cho Saudi Arabia tổ chức World Cup 2034 bằng cách giảm đáng kể khả năng có thêm đề xuất chủ nhà cạnh tranh.
Infantino duy trì mối quan hệ mật thiết với chế độ Saudi. Ông thường xuyên quảng bá các sự kiện thể thao tại Saudi trên mạng xã hội và xuất hiện thường xuyên cùng với người lãnh đạo Saudi Mohammed bin Salman. Ông đã tham gia ngoại giao riêng tư vì lợi ích của Saudi Arabia, khi ông tìm kiếm xem Hy Lạp có sẵn lòng hợp tác với Saudi Arabia để tổ chức World Cup 2030 hay không. Khi Tây Ban Nha, Bồ Đào Nha và Morocco thông báo họ sẽ cùng đấu giá để đăng cai World Cup 2030, Saudi coi đó là khả năng thấp có thể đánh bại. Do đó, Saudi rút lui khỏi việc đấu giá cho World Cup 2030.
FIFA sau đó thực hiện hai động thái được New York Times mô tả là "kỳ lạ", khi FIFA công bố rằng ba trận đấu đầu tiên của World Cup 2030 sẽ được tổ chức ở Uruguay, Argentina và Paraguay, trong khi phần còn lại sẽ diễn ra tại Tây Ban Nha, Morocco và châu Phi. Quyết định này đã loại trừ châu Âu, châu Phi và Nam Mỹ khỏi danh sách đề xuất cho World Cup 2034, và có nghĩa là chỉ có khả năng đề xuất từ khu vực châu Á hoặc Đại Dương. FIFA cũng đột ngột tăng tốc quá trình đấu giá cho World Cup 2034, chỉ đưa ra 25 ngày để các quốc gia quan tâm bày tỏ ý định đăng cai. Trong vài phút, Saudi Arabia công bố muốn đăng cai, và chỉ sau vài giờ, Chủ tịch Liên đoàn Bóng đá Châu Á ủng hộ đề xuất của Saudi.

## Ủy ban Đạo đức độc lập FIFA
Tháng 7 năm 2016, có nghi ngờ rằng Infantino đã vi phạm Điều lệ Đạo đức của FIFA và đã được phỏng vấn bởi ban điều tra của Ủy ban Đạo đức của FIFA.
Cuộc điều tra tập trung vào ba lĩnh vực: "một số chuyến bay mà ông Infantino thực hiện trong những tháng đầu tiên của nhiệm kỳ Chủ Tịch, các vấn đề nhân sự liên quan đến quy trình tuyển dụng trong văn phòng của Chủ Tịch và việc Infantino từ chối ký hợp đồng xác định quan hệ làm việc của mình với FIFA".
Khi Infantino chấp nhận đặc quyền đặc biệt từ các đội chủ nhà của World Cup 2018 và 2022 là Nga và Qatar, nảy sinh câu hỏi về một khả năng xung đột lợi ích. Các nước chủ nhà đã tổ chức máy bay riêng cho Infantino và nhóm của ông liên quan đến các chuyến thăm Nga và Qatar. Ban điều tra cho rằng không có vi phạm nào đã xảy ra. Ngoài ra, ban điều tra kết luận rằng "vấn đề nhân sự cũng như hành vi của ông Infantino đối với hợp đồng làm việc với FIFA, nếu có, đều là vấn đề tuân thủ nội bộ chứ không phải là một vấn đề đạo đức."
Mặc dù ban điều tra đã giải quyết ông Infantino, nhưng điều này không ngăn chặn những lời phê phán. Karl-Heinz Rummenigge, chủ tịch FC Bayern Munich, đã phê phán Infantino vì không thực hiện những hứa hẹn của mình về tính minh bạch, dân chủ và quản trị. "Đến nay, trong tôi, điều này chưa thành công," ông than phiền.
Tháng 7 năm 2020, các cáo buộc tiếp tục khi Infantino bị buộc tội có cuộc họp bí mật với Michael Lauber, Tổng kiểm toán Thụy Sĩ. Lauber đã đề nghị từ chức sau khi một tòa án nói rằng ông đã che giấu cuộc họp và nói dối với cấp trên trong quá trình điều tra về tham nhũng liên quan đến FIFA. Infantino đã đáp trả những cáo buộc bằng cách tự vệ, tuyên bố "Gặp Tổng kiểm toán Thụy Sĩ là hoàn toàn hợp pháp và hoàn toàn hợp pháp. Đó không phải là vi phạm bất kỳ điều gì."

## Đời tư
Gianni Infantino là người đã kết hôn với Leena Al Ashqar, người Lebanon; cặp đôi có năm người con, trong đó có 1 con nuôi gốc Argentina. Từ tháng 10 năm 2021, ông cũng dành thời gian tại Doha, Qatar, nơi hai trong số con ông theo học. Hành động này khiến cựu Chủ Tịch FIFA Sepp Blatter tự hỏi liệu trụ sở FIFA có thể được chuyển đến một nơi khác. Sau đó, Infantino khẳng định rằng nơi cư trú chính thức của ông vẫn là tại Canton Zurich và giải thích rằng sự tồn tại của ông tại Qatar là cần thiết cho tổ chức World Cup năm 2022. Tháng 11 năm 2022, có thông báo rằng ông đã chuyển địa chỉ cư trú chính thức của mình đến Zug vào tháng 6 năm 2022, điều này đã được FIFA xác nhận. Ông là một fan của câu lạc bộ Mỹ Inter Miami.